# Borracha sintética
Desde a chegada de Colombo na América, existem registros de artefatos confeccionados com o látex extraído de troncos de árvores. Alguns nativos denominavam a árvore de qual esse material era extraído por ‘hheve’, originado da palavra ‘Hevea’ que designou o nome de Hevea brasiliensis, árvore encontrada na Amazônia brasileira.
Neste momento, os europeus utilizavam o látex encontrado para aplicá-lo sobre suas roupas, deixando-as impermeáveis; para a fabricação de vasilhames moldáveis e aplicações similares.
Foi em 1751, quando foi apresentado um trabalho a Academia Real de Ciências sobre o Hevea, que a sua utilização passou a ser mais explorada.
Em 1803 a primeira fábrica de artigos de borracha foi construída em Paris.
Posteriormente, o trabalho de três pesquisadores resultou no processo de vulcanização que supriu as principais deficiências que a borracha natural apresentava- ser pegajosa a temperatura ambiente e apresentar comportamento plástico e consequentemente, deformação ao receber esforço mecânico.

## Síntese
O poli-isopreno é sintetizado por mais de mil espécies de plantas. No Brasil, é extraída do gênero Hevea e seu peso molecular está perto de um milhão.
Possui como principal constituinte o poli-isopreno — um polímero de adição formado por monômeros 1,4 de isopreno (metilbut-1,3-dieno). São três unidades trans-isôprenicas seguidas de muitas unidades cis-isoprênicas combinadas por ligações 1,4.

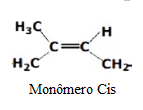

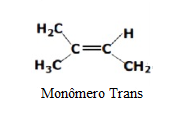

Seu nome químico oficial é 1,4-cis-poli-isopreno e a sua classificação como polímero é de elastômero.
A figura a seguir apresenta a estrutura do poli-isopreno.

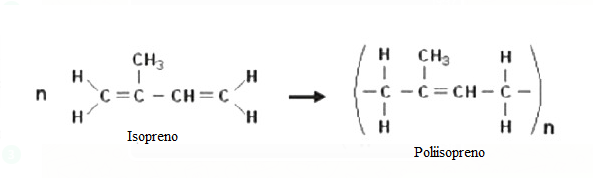

## Propriedades físicas e químicas
Além do polímero apresentado acima, na composição da borracha existem outras substâncias- aproximadamente 6% da sua composição são componentes não isoprênicos- lipídios, proteínas e carboidratos. Acredita-se que esses componentes têm responsabilidade nas características apresentadas pelo material.
Suas principais características são elasticidade, resistência a abrasão, flexibilidade, impermeabilidade, resistência a corrosão provocada por diversos produtos químicos e facilidade de adesão a tecidos e ao aço.

## Aplicações
Existem mais de 50 mil aplicações como adesivos, luvas descartáveis, materiais cirúrgicos (como seringas e esparadrapos), preservativos, revestimentos e pisos e para a permeabilização de tecidos, além de máscaras de bonecos (personagens infantis da TV).
Ressalva-se que existem algumas aplicações em que a borracha sintética não substitui a natural, devido à diminuição das suas propriedades como na fabricação de pneus para caminhões, ônibus e aviões.

## Destino final/ reciclagem
Um dos principais objetos de descarte associado a borracha natural são os pneus. Estima-se que são cerca de 800 milhões de pneus descartados anualmente pelo mundo. Devido ao grande número de descarte, foi necessário encontrar uma maneira de reciclar o material.
Destaca-se que as tecnologias de reciclagem dos pneus são realizadas a partir da recapagem, recauchutagem e remoldagem dos mesmos.
Quando não há recuperação de todo o material, ocorre a separação da borracha dos demais dos demais itens por meio dos cortes e em seguida realiza-se o processo de purificação em peneiras. Moe-se a as lascas e as coloca em processo de digestão em vapor d’água com adição de produtos químicos para realizar a desvulcanização da borracha.
Após a reciclagem, a borracha apresenta qualidades menos que a original, entretanto ganha novas aplicações como cobertura de quadras, pavimentação de asfaltos-borracha, tapetes, tatames etc.

## Impacto ambiental
Como apresentado no tópico anterior, a reciclagem de pneus é importante para evitar os impactos ambientais causados pelo descarte inadequado.
Evidencia-se que alguns dos impactos são a contaminação de ecossistemas, atmosfera, sistemas hídricos localizados próximos ao descarte e a criação de ambientes favoráveis a proliferação de algumas doenças.
Tratando da incineração de pneus ao ar livre, ainda se destaca que há geração de óleo pirolítico e cinzas na queima. Estes subprodutos, quando analisados, apresentaram metais em sua composição. Ou seja, aumentam a contaminação do solo.